# Jaime Vera
Jaime Andrés Vera Rodríguez (Santiago del Cile, 25 marzo 1963) è un ex calciatore cileno, di ruolo centrocampista.

## Carriera

### Giocatore
Ha giocato nella prima divisione cilena, in quella greca ed in quella messicana.

## Palmarès

### Giocatore

#### Competizioni nazionali
- Campionato cileno: 3

Colo-Colo: 1981, 1983, 1986
- Coppa del Cile: 3

Colo-Colo: 1981, 1982, 1985

#### Competizioni internazionali
- Coppa dei Balcani per club: 1

OFI Creta: 1988-1989

### Allenatore

#### Competizioni nazionali
- Coppa del Cile: 1

Dep. Iquique: 2013-2014